# Водохранилища Крыма

В Крыму построено 23 водохранилища объём которых превышает 1 млн м³. Сооружения с меньшим объёмом называют озерами и прудами.
Общий объём водохранилищ составляет 399,47 млн м³, из них наливных 149,5 млн м³, водохранилищ естественного стока — 249,97 млн м³.
Одним из крупнейших озёр, имеющих искусственное происхождение является Кадыковский карьер, затопленный грунтовыми водами в 2000-х годах. Его объём составляет 4,2 млн м³, использование в целях водоснабжения началось в 2020 году. Одновременно с Кадыковским карьером для водоснабжения стали использоваться озеро Гасфорта объёмом 3,4 млн м³ и озеро Святого Климента, образовавшиеся на месте карьеров.
Во время многолетней засухи после третьей малоснежной зимы по состоянию на начало июня 2021 года наполнение водохранилищ составляло 79,24 млн м³.

## Естественного стока
С целью аккумуляции речного стока на полуострове Крым построено 15 водохранилищ естественного стока суммарным объёмом 253,12 млн м³, что составляет 27,5 % естественного поверхностного стока Крыма.
Первое водохранилище — Альминское емкостью 6,2 млн м³ построено на балке Базар-Джилга, заполняется оно водами реки Альма по каналу длиной 5 км. Строительство велось на боковой балке с целью сократить заиление. Первая очередь строительства была завершена в 1929 году, вторая очередь — 1934 году. В 1935 году на балке Эгиз-Оба введено в эксплуатацию Бахчисарайское водохранилище емкостью 6,89 млн м³, заполняемое водами Качи.
В окрестностях города Белогорска, на реке Биюк-Карасу создано два водохранилища: в
В 1938 году на боковой балке реки Биюк-Карасу было построено Тайганское водохранилище объёмом 13,8 млн м³. В 1974 году рядом было построено русловое Белогорское водохранилище объёмом 23,3 млн м³. Водохранилища использовались для орошения. В 2014—2015 годах стали основным источником водоснабжения для населенных пунктов Восточного Крыма.
В 1957 году на реке Чорох-Су для орошения и водоснабжения построено Старо-Крымское водохранилище, объёмом 3,1 млн м³. Для подпитки был построен каскад насосных станций от Северо-Крымского канала.

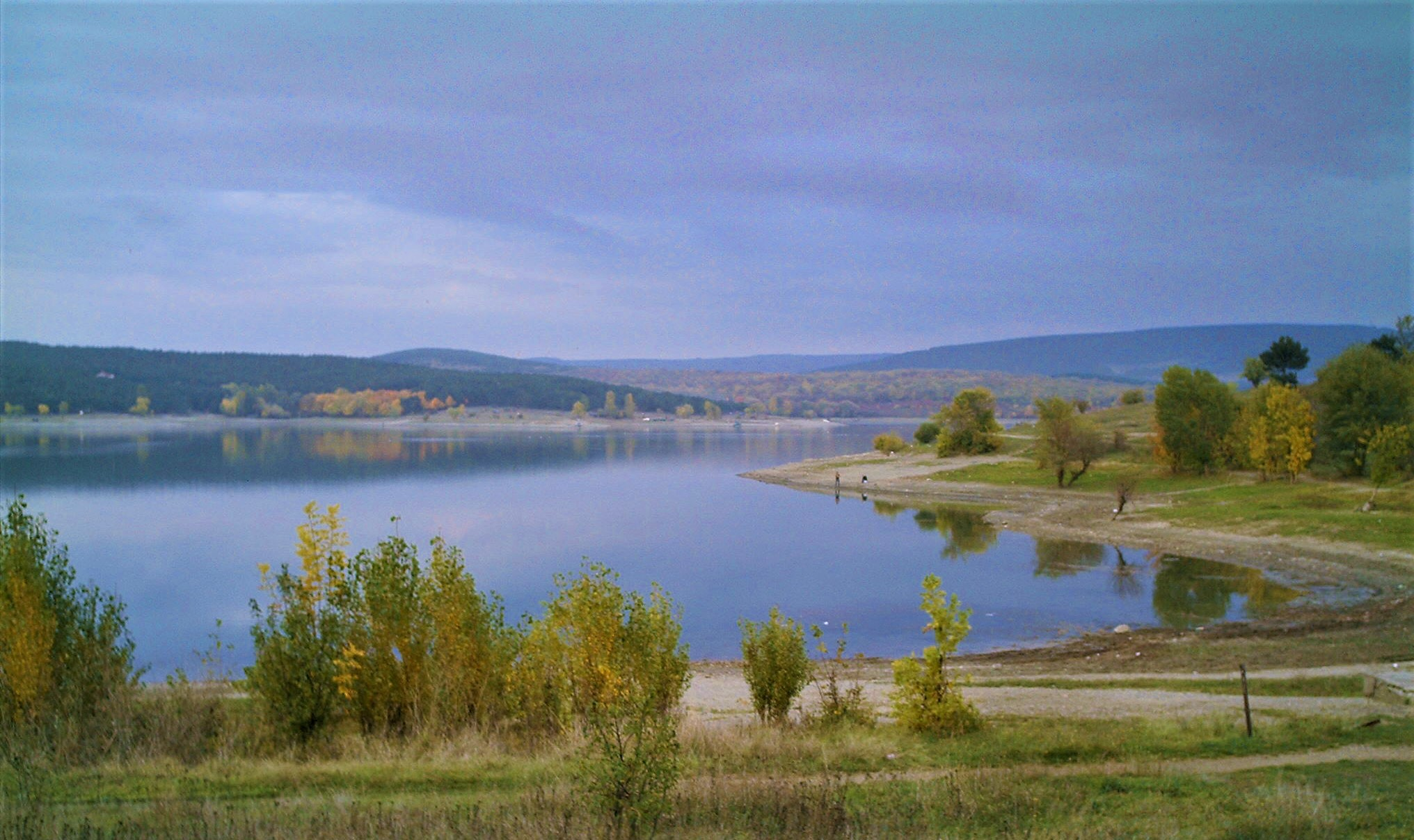
Симферопольское

Для водоснабжения Симферополя первым было построено Аянское водохранилище. Строительство велось в три очереди: в 1933 году — 1,7 млн; 1936 году — 2,5 млн; 1956 году — 3,9 млн м³. В 1956 году на реке Салгир было построено русловое Симферопольское водохранилище объёмом 36 млн м³. Первоначально оно предназначалось для орошения, но из-за возросшего потребления большая часть воды пошла на водоснабжение города, в том числе на нужды Симферопольской ТЭЦ. Симферопольское водохранилище расположено на юго-восточной окраине Симферополя. В 1966 году на Альме для нужд Симферополя было построено Партизанское водохранилище объёмом 34,4 млн м³.

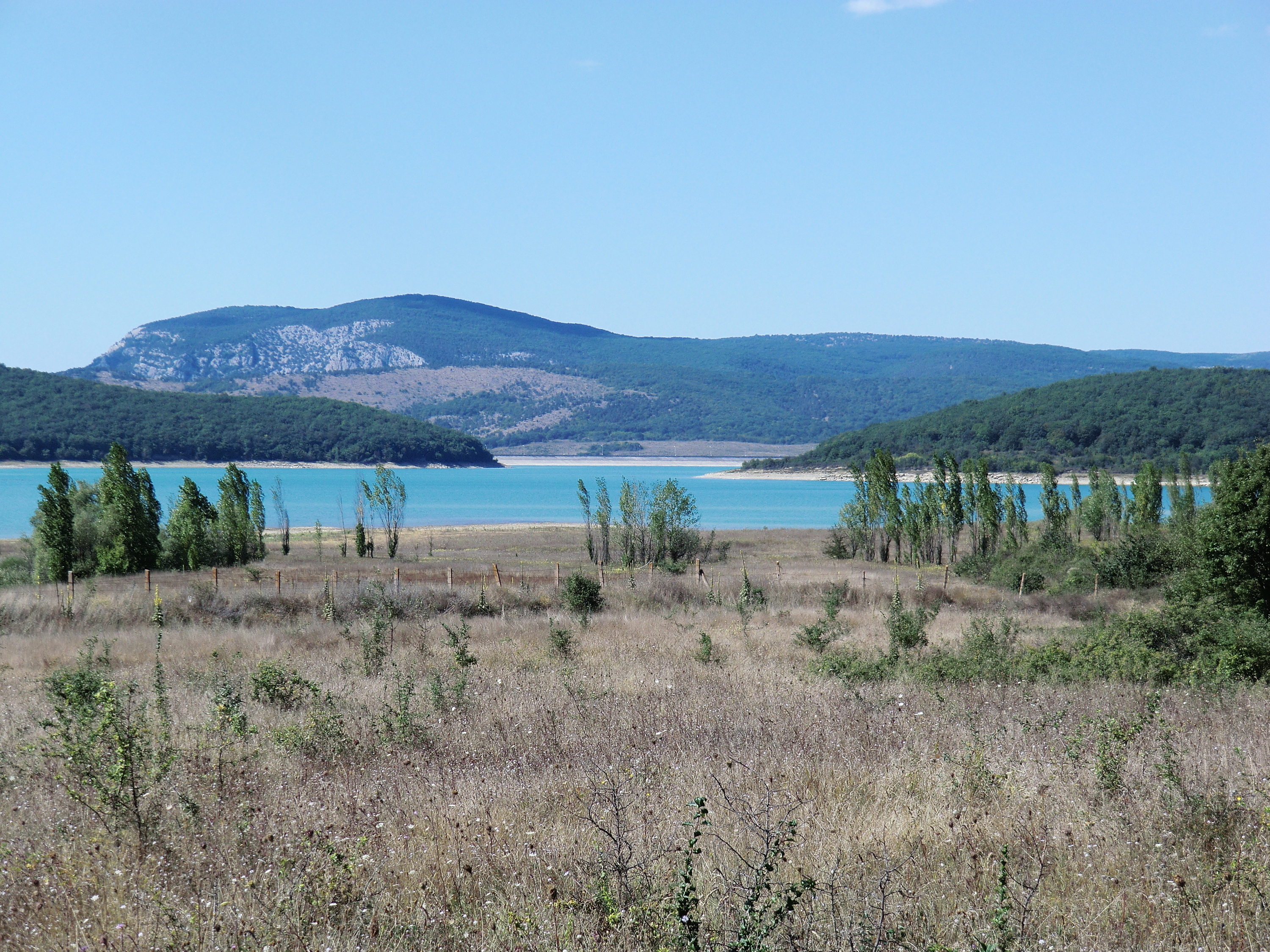
Чернореченское

Для водоснабжения Севастополя на реке Чёрная построено Чернореченское водохранилище. В 1956 году его объём составлял 33,2 млн м³. В результате наращивания плотины в 1984 году объём достиг 64,2 млн м³ и водохранилище стало самым большим в Крыму. Первоначально вода использовалась для орошения. В настоящее время — для водоснабжения.

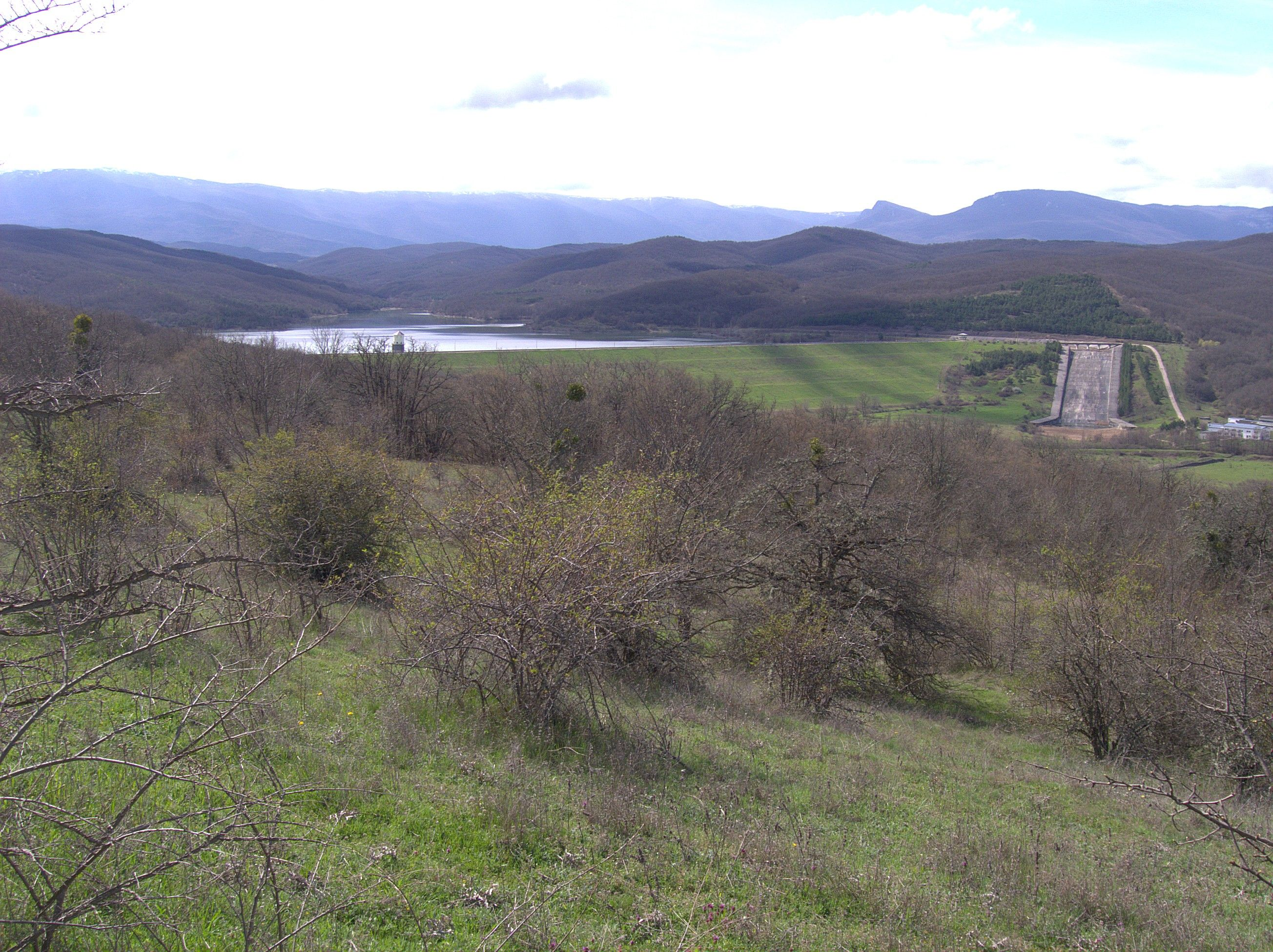
Загорское

Для снабжения Южного берега Крыма в 1964 году в верховьях реки Бельбек, на северном склоне Главной гряды в районе сёл Счастливое и Ключевое были построены три водохранилища: Счастливое — 1, Счастливое — 2 и Ключевское общим объёмом 11,8 млн м³, а на реке Кача — Загорское водохранилище объёмом 27,85 млн м³. Все водохранилища соединены с водохранилищем Счастливое − 1, из которого вода поступает в Ялтинский гидротоннель.

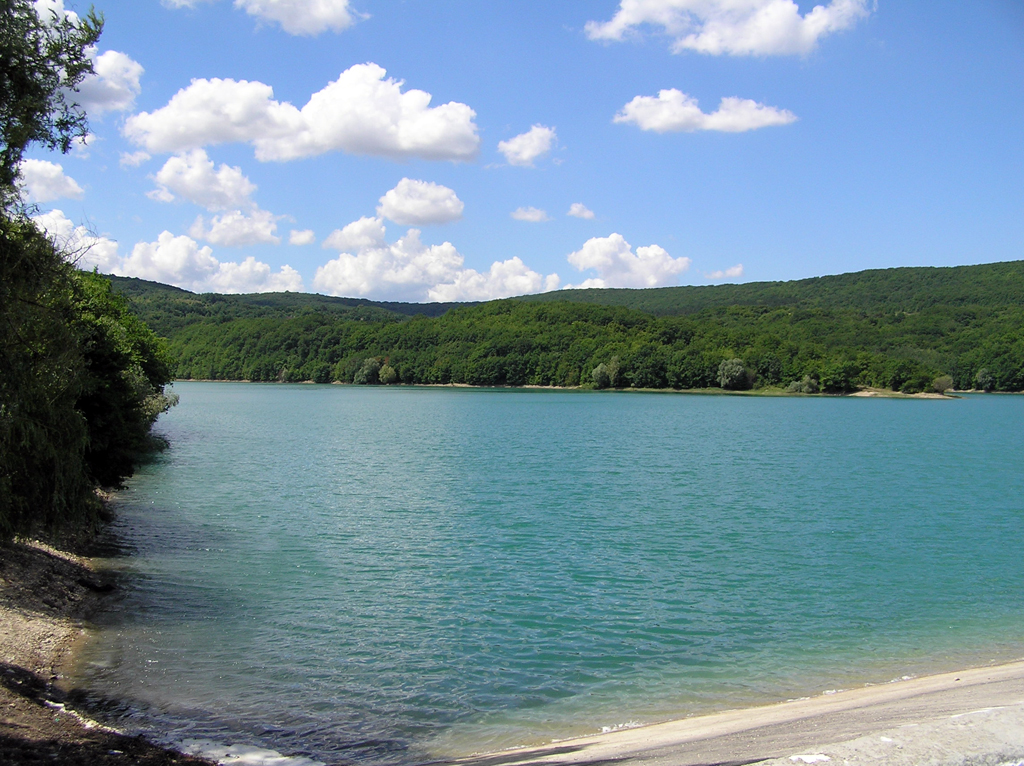
Балановское

В 1974 году на реке Зуя построено Балановское водохранилище объёмом 5,1 млн м³. В 1977 году Льговское на балке Змеиная объёмом 2,2 млн м³.

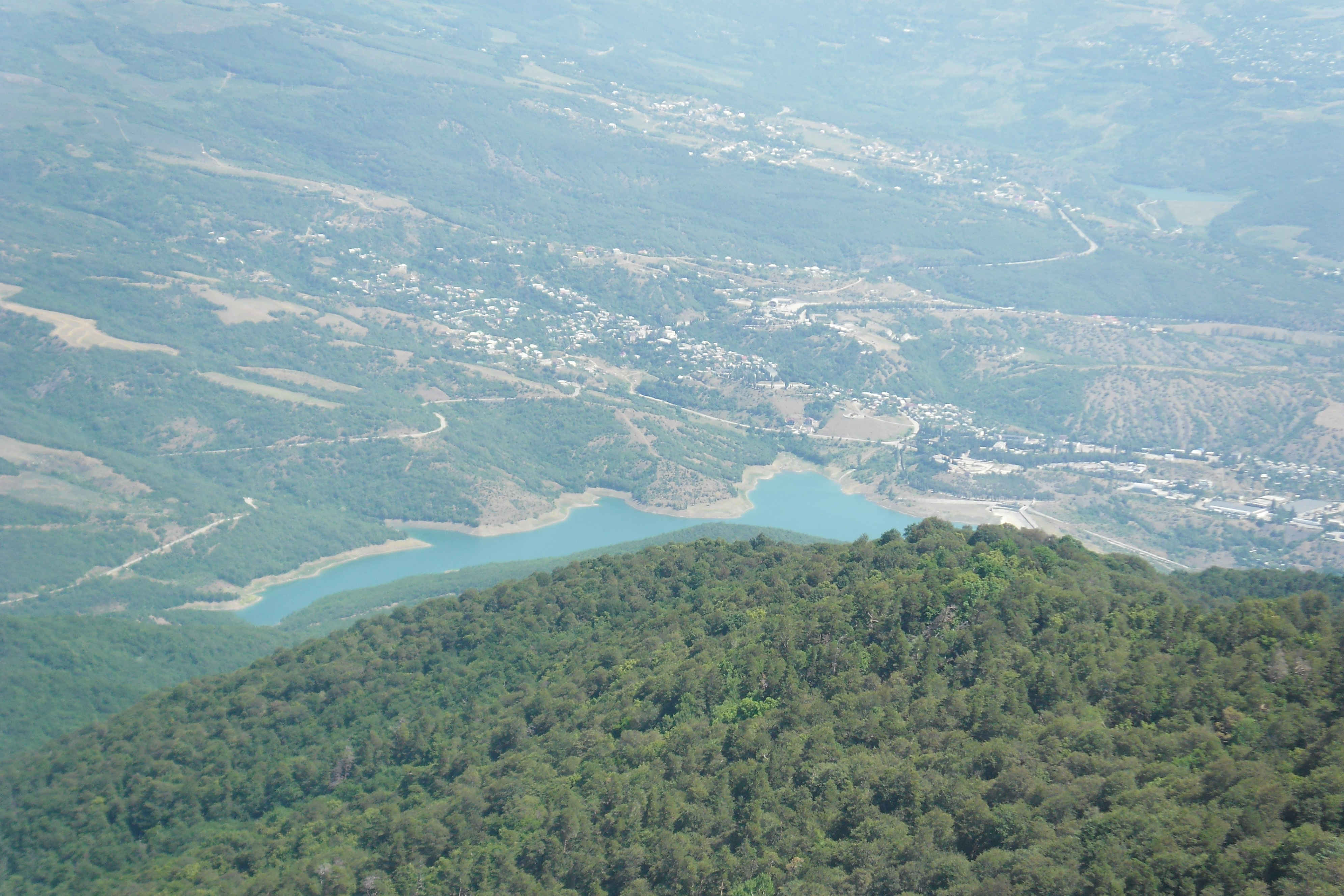
Изобильненское

Для водоснабжения Алушты построены два водохранилища: в 1979 году Изобильненское объёмом 13,25 млн м³ на реке Улу-Узень и в 1986 году Кутузовское объёмом 1,11 млн м³ на реке Демерджи.
В июне 2015 года водохранилища естественного стока были заполнены на 84 %. Для Симферопольского, Загорского и Партизанского водохранилищ был установлен 10 % зазор: их водосбросы не отвечают техническим требованиям, поэтому приходится спускать воду не допуская полного наполнения водохранилища. В частности в июне 2015 года было сброшено паводковых вод из Симферопольского водохранилища в объёме 9,9 млн м³, Партизанского — 11,1 млн м³ и Загорского — 9,9 млн м³.
В начале марта 2016 года объём наполнения водохранилищ естественного стока составлял 163,4 млн м³ или 64,6 % от проектного объёма. 18 мая 2016 года объём сократился до 95,9 млн м³.
В 2016 году была восстановлена НС-19 и с 2017 года возобновлено наполнение Льговского водохранилища.
В январе 2018 года водохранилища естественного стока были заполнены на 66,3 %, их объём составлял 167,8 млн м³, что на 28,9 млн м³ превышало среднемноголетние показатели.
В Бахчисарайском районе изучалась возможность строительства Соколинского водохранилища. Предполагалось, что около 20 % воды будет поступать в Симферополь, остальные 80 % — в Севастополь. Позже от этого проекта отказались
В ноябре 2020 года объём воды в водохранилищах естественного стока упал до 32,6 млн м³.
В советские годы велась подготовка к строительству Солнечногорского водохранилища. В 2014—2015 вернулись к этому проекту в целях водоснабжения Судака, но отказались от него в пользу главного водовода Крыма и реконструкции Судакского водовода. В 2021 вновь вернулись к этому проекту, но уже в целях водоснабжения Алушты. Причиной для этого послужила многолетняя засуха и недостаточное наполнение Изобильненского водохранилища, расположенного на южном склоне крымских год.
| Название                      | Объем (млн м³) | Дата образования | Река                                               | Координаты                      | Ссылки        |
| ----------------------------- | -------------- | ---------------- | -------------------------------------------------- | ------------------------------- | ------------- |
| Альминское водохранилище      | 6,2            | 1934             | Альма                                              | 44°50′31″ с. ш. 33°56′38″ в. д. | [ 13 ]        |
| Аянское водохранилище         | 3,9            | 1933             | Аян                                                | 44°50′34″ с. ш. 34°17′10″ в. д. | [ 14 ]        |
| Балановское водохранилище     | 5,7            | 1974             | Зуя                                                | 44°58′47″ с. ш. 34°20′23″ в. д. | [ 15 ]        |
| Бахчисарайское водохранилище  | 6,89           | 1935             | Кача                                               | 44°43′41″ с. ш. 33°50′05″ в. д. | [ 14 ]        |
| Белогорское водохранилище     | 23,3           | 1972             | Биюк-Карасу                                        | 45°00′45″ с. ш. 34°35′44″ в. д. | [ 16 ]        |
| Загорское водохранилище       | 27,85          | 1980             | Кача                                               | 44°39′06″ с. ш. 34°02′11″ в. д. | [ 17 ]        |
| Изобильненское водохранилище  | 13,25          | 1979             | Улу-Узень                                          | 44°41′42″ с. ш. 34°20′31″ в. д. | [ 18 ] [ 19 ] |
| Кутузовское водохранилище     | 1,11           | 1986             | Демерджи                                           | 44°43′33″ с. ш. 34°23′04″ в. д. | [ 20 ] [ 19 ] |
| Льговское водохранилище       | 2,2            | 1977             | Мокрый Индол (Вода закачивается насосной станцией) | 45°03′51″ с. ш. 34°55′24″ в. д. | [ 21 ]        |
| Партизанское водохранилище    | 34,4           | 1966             | Альма                                              | 44°48′33″ с. ш. 34°04′00″ в. д. | [ 22 ]        |
| Симферопольское водохранилище | 36,0           | 1956             | Салгир                                             | 44°55′19″ с. ш. 34°09′16″ в. д. | [ 23 ] [ 24 ] |
| Старокрымское водохранилище   | 3,15           | 1957             | Чурюк-Су                                           | 45°01′50″ с. ш. 35°06′48″ в. д. | [ 25 ] [ 26 ] |
| Счастливенское водохранилище  | 11,8           | 1964             | Биюк-Узенбаш                                       | 44°35′06″ с. ш. 34°04′37″ в. д. | [ 27 ] [ 19 ] |
| Тайганское водохранилище      | 13,8           | 1938             | Биюк-Карасу                                        | 45°02′09″ с. ш. 34°34′57″ в. д. | [ 16 ] [ 28 ] |
| Чернореченское водохранилище  | 64,2           | 1956             | Чёрная                                             | 44°28′43″ с. ш. 33°49′35″ в. д. | [ 29 ]        |

Есть несколько больших прудов и озёр которые иногда называют водохранилищами, например Горлинское водохранилище объёмом 1 млн м³.

## Водохранилища Северо-Крымского канала
К «водохранилищам Северо-Крымского канала» относят всего восемь водохранилищ общим объёмом 146,35 млн м³. Для пополнения Старокрымского водохранилища был построен каскад из пяти насосных станций, но Старокрымское в список водохранилищ Северо-Крымского канала не входит. Также в маловодные годы из Северо-Крымского канала пополнялись Льговское и Чернореченское водохранилища.
В начале марта 2014 года объём наполнения наливных водохранилищ составлял 98,681 млн м³ или 67,9 % от проектного объёма.
По состоянию на 18 мая 2015 года он сократился до 40,7 млн м³ или 28 %.
В марте 2016 года объём наполнения составлял 33,0 млн м³, 18 мая — 29,8 млн м³.
На 20 июля 2016 года наливные водохранилища Восточной части Крыма были заполнены на 33 %, их объём составлял 31,8 млн м³.
В 2017 году объём воды поданной в наливные водохранилища Восточного Крыма составил 37,5 млн м³, что на 10,8 млн м³ превысило показатели 2016 года.
26 февраля 2018 года их объём составлял 25 млн м³, 7 июня 2018 года — 30 млн м³.
В начале марта 2019 года наполнение наливных водохранилищ питьевого назначения восточной части Крыма составляло 27,4 млн м³, при этом 2018 год был засушливым.
| Название                               | Объем (млн м³) | Год заполнения | Координаты                      | Ссылки        |
| -------------------------------------- | -------------- | -------------- | ------------------------------- | ------------- |
| Зелёноярское водохранилище             | 3,02           | 1975           | 45°20′29″ с. ш. 35°59′33″ в. д. | [ 38 ]        |
| Межгорное водохранилище                | 50,0           | 1989           | 45°03′30″ с. ш. 33°47′12″ в. д. | [ 39 ]        |
| Самарлинское водохранилище             | 8,09           | 1978           | 45°18′41″ с. ш. 35°50′33″ в. д. | [ 40 ]        |
| Керченское водохранилище (Станционное) | 24,0           | 1975           | 45°20′13″ с. ш. 36°03′45″ в. д. | [ 38 ] [ 24 ] |
| Сокольское водохранилище               | 2,26           | 1972           | 45°12′20″ с. ш. 36°14′17″ в. д. | [ 41 ]        |
| Феодосийское водохранилище             | 15,37          | 1971           | 45°08′49″ с. ш. 35°19′08″ в. д. | [ 42 ] [ 24 ] |
| Фронтовое водохранилище                | 35,0           | 1978           | 45°10′26″ с. ш. 35°29′22″ в. д. | [ 43 ] [ 24 ] |
| Юзмакское водохранилище (Ленинское)    | 7,7            | 1948           | 45°13′42″ с. ш. 35°56′28″ в. д. | [ 44 ]        |